# بليريم جمايلي
بليريم جيمايلي (بالألبانية: Blerim Xhemaili‏) (مواليد 12 أبريل 1986 في تيتوفو - مقدونيا) لاعب كرة قدم سويسري ذو أصول مقدونية وألبانية يلعب حاليا لصالح نادي مونتريال امباكت الأمريكي في مركز الوسط المدافع .

## وصلات خارجية
- بليريم جمايلي على موقع الاتحاد الدولي (مؤرشف)  (الإنجليزية)
- بليريم جمايلي على موقع الاتحاد الأوربي (الإنجليزية)
- بليريم جمايلي على موقع اتحاد تركيا (لاعب) (الإنجليزية)
- بليريم جمايلي على موقع الدوري الأمريكي (الإنجليزية)
- بليريم جمايلي على موقع قاعدة بيانات كرة القدم.إي يو (الإنجليزية)
- بليريم جمايلي على موقع ناشيونال فوتبول تيمز (الإنجليزية)
- بليريم جمايلي على موقع Soccerbase.com (لاعب) (الإنجليزية)
- بليريم جمايلي على موقع Soccerway.com (الإنجليزية)
- بليريم جمايلي على موقع عالم كرة القدم.نت (الإنجليزية)
- بليريم جمايلي على موقع كووورة